# Juan Minguet

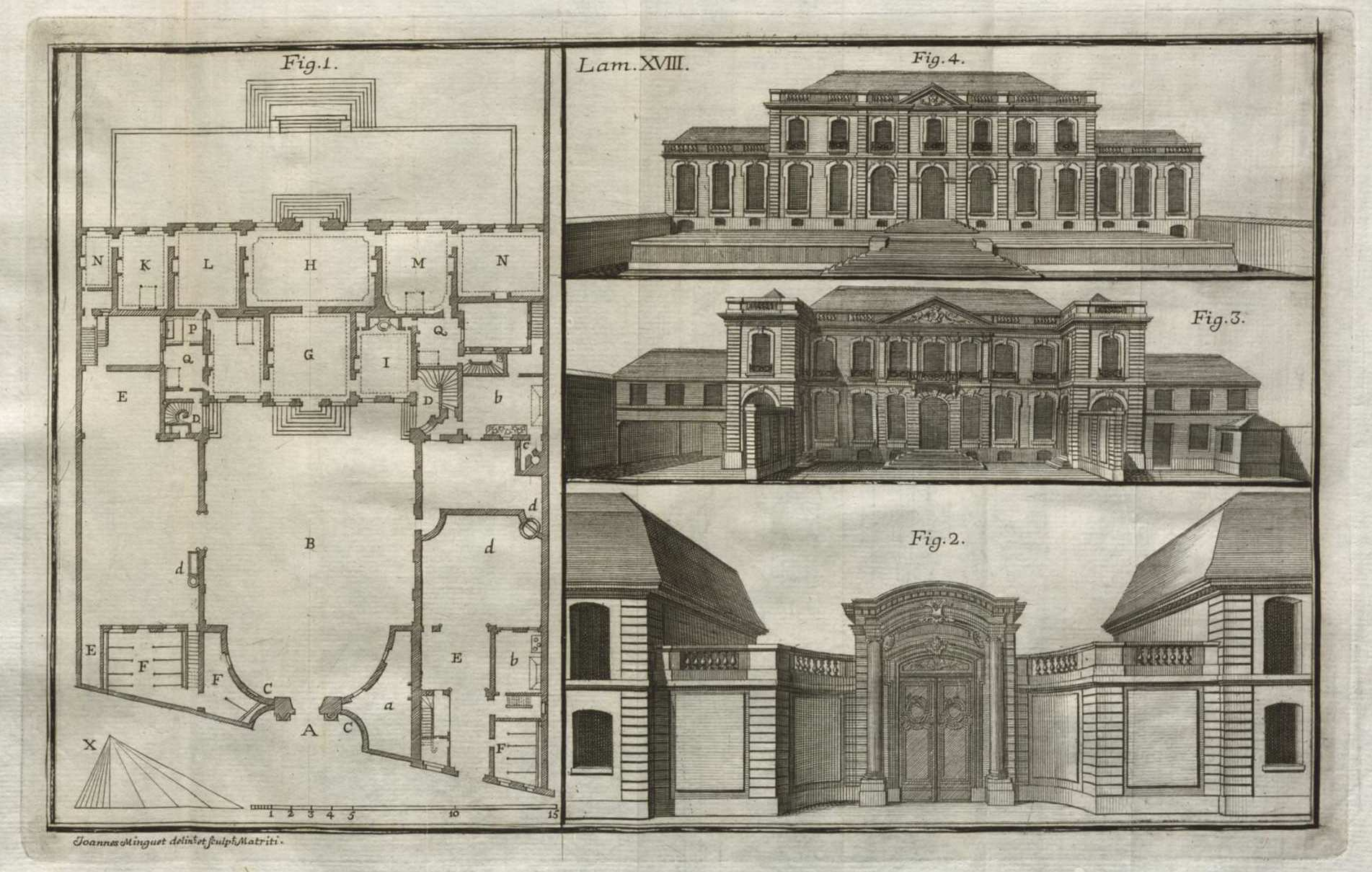
Lámina XVIII de los "Elementos de toda la architectura civil con las más singulares observaciones de los modernos impressos en latín por el P. Christiano Rieger, de la Compañía de Jesús... ; los quales, aumentados por el mismo, da traducidos al castellano el P. Miguel Benavente, maestro de mathematicas", Madrid, Joaquín Ibarra, 1763. Aguafuerte firmado Joannes Minguet delint et sculpt. Matriti. Biblioteca Nacional de España.

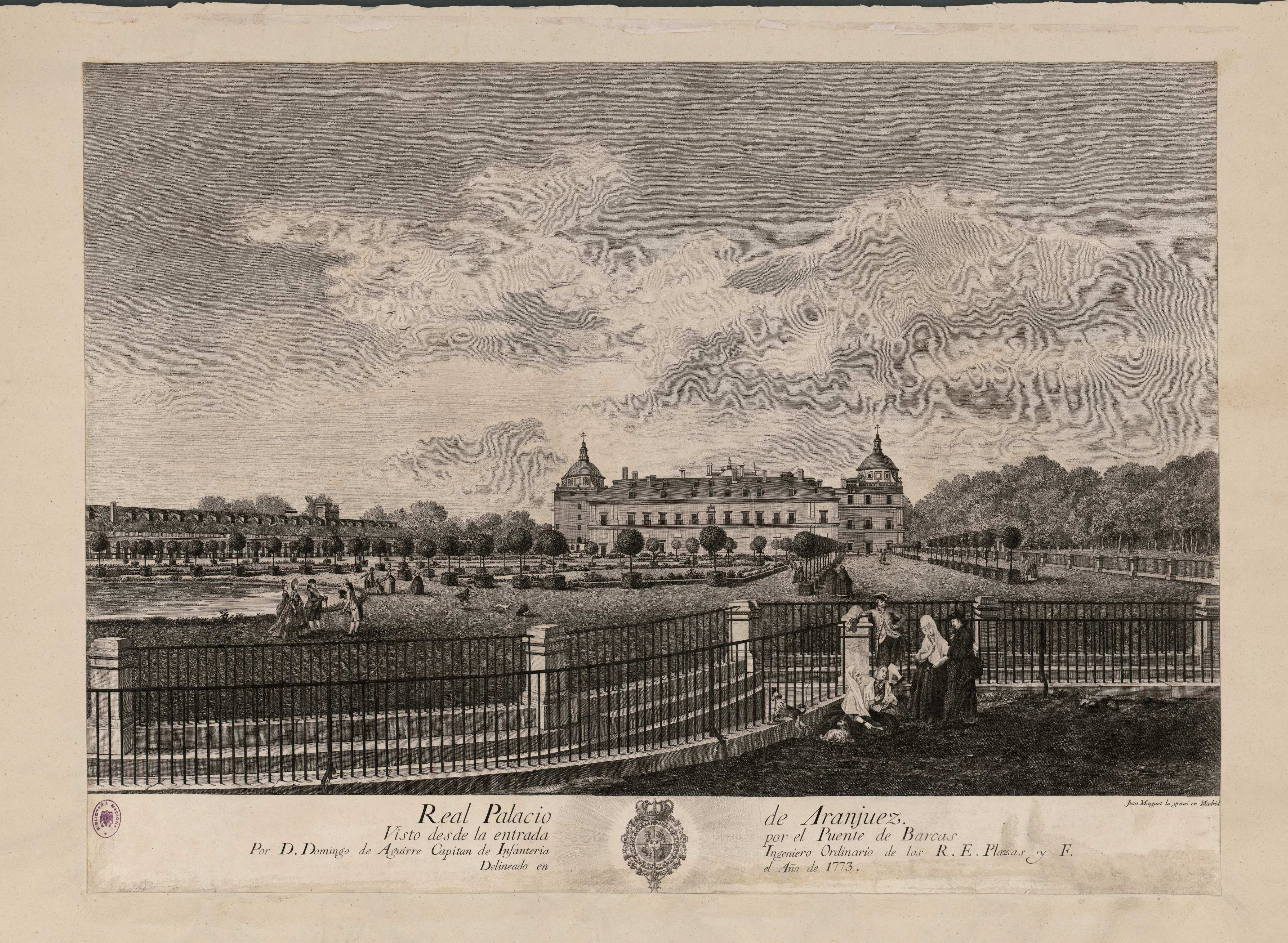
Real Palacio de Aranjuez: Visto desde la entrada por el Puente de Barcas Por D. Domingo de Aguirre Capitán... Delineado en el Año de 1773; Juan Minguet la gravó en Madrid, estampa grabada al aguafuerte y buril, Biblioteca Nacional de España.

Juan Minguet y Lais, nacido en 1737, fue un calcógrafo español activo en Madrid donde firmó sus obras, fechadas entre 1757 y 1784.

## Biografía y obras
Formado con Juan Bernabé Palomino, fue uno de los tres primeros alumnos de la clase de grabado en la Real Academia de San Fernando, que lo pensionó con 150 ducados anuales para que pudiera seguir sus enseñanzas. Bajo la dirección de Palomino se inició en el grabado al aguafuerte y buril de vistas arquitectónicas y retratos. Al primer género pertenecen la Vista del acueducto de Segovia por la plaza del Azoguejo (1757) y las dos perspectivas de la plaza de las Descalzas Reales de Madrid –Vista de las Descalzas Reales por la calle de Bordadores y Vista de la iglesia de San Martín por el Monte de Piedad, 1758– abiertas todas ellas por dibujo de Diego de Villanueva. Al segundo el retrato de Diego de Velázquez a partir de uno de sus autorretratos, que firmó un año más tarde como pensionado de la Academia de San Fernando, y el de Felipe V por pintura de Louis Michel van Loo (1760).
Son suyos la mayor parte de los grabados, algunos por dibujo propio, de los Elementos de toda la architectura civil del jesuita Christian Rieger traducidos del latín por el padre Miguel Benavente e impresos en Madrid en 1763, en la imprenta de Joaquín Ibarra, empresa en la que colaboró con Juan Fernando Palomino y algún otro pensionado por la academia, y los grabados de carácter técnico y figuras geométricas que ilustran El arquitecto práctico, civil, militar, y agrimensor, dividido en tres libros de Antonio Plo, Madrid, 1767. Tuvo también participación en uno de los más ambiciosos proyectos ilustrados: el dedicado al estudio y reproducción por medio de la estampa de las antigüedades árabes en España, proyecto en el que colaboraron las academias de Bellas Artes y de la Historia. Se comenzó a tratar de él en 1756, cuando llegó a noticia de la Academia el deficiente estado de conservación de la pintura de los reyes nazaríes en la Sala de los Reyes de la Alhambra, que se encargó copiar a Ignacio de Hermosilla. Como cuatro años después no se había hecho nada se decidió traspasar el encargo a Diego Sánchez Sarabia, que antes de terminar 1760 remitió a Madrid tres pinturas al óleo con los retratos y otros tres dibujos con inscripciones árabes. A la vista de esos materiales la Academia decidió ampliar el encargo, que ahora incluía la copia de las inscripciones –en lo que trabajó Hermosilla para la Academia de la Historia– y planos de los palacios. En 1766 Carlos III dio su conformidad para la publicación de la obra, pero surgieron dudas acerca de la exactitud de los dibujos arquitectónicos hechos por Sarabia. Se encargaron entonces nuevos dibujos a José de Hermosilla, Juan Pedro Arnal y Juan de Villanueva, lo que iba a retrasar el proyecto, aunque comenzaron a abrirse los grabados sobre los motivos decorativos proporcionados por Sarabia.
Los tres arquitectos trabajaron en Granada hasta comienzos de marzo de 1767 cuando pasaron a Córdoba para dibujar la planta y algunas secciones de su mezquita. En abril estaban de vuelta en Madrid, donde continuaron trabajando en los dibujos, que no entregaron a la Academia hasta el mes de octubre, procediéndose luego a su reparto entre los grabadores. El trabajo de estos estaba prácticamente completo a finales de 1770, pero su publicación aún había de retrasarse por diversas circunstancias hasta 1787, en que salió una primera parte, y 1804, fecha de publicación de las estampas con motivos ornamentales e inscripciones epigráficas con sus traducciones, causantes del mayor retraso. A Minguet correspondieron en este proyecto los grabados de la planta del palacio del Generalife y la portada para la serie de estampas de la mezquita-catedral de Córdoba por dibujo de José de Hermosilla; dos laudas sepulcrales de la Alhambra dibujadas por Villanueva, y cuatro láminas con motivos ornamentales dibujados por Sánchez Sarabia, en los que pudo trabajar entre 1766 y 1770.
Sin embargo, no participó —a excepción de alguna orla y otros motivos decorativos para el Quijote de Ibarra—, en ninguno de los restantes grandes proyectos editoriales de su tiempo, monopolizados por los discípulos de Manuel Salvador Carmona, encontrándose su firma, tras la última fecha citada, en estampas sueltas de devoción, portadas de libros, incluso las de carácter heráldico, y algún retrato, como el del dramaturgo Juan de Agramont y Toledo por dibujo de Antonio Ponz.